# Duguetia rigida
Duguetia rigida é uma espécie de magnólia. Foi descrito pela primeira vez por Robert Elias Fries .  Duguetia rigida pertence ao gênero Duguetia, e à família Annonaceae.